# Emer de Vattel
Emer de Vattel, né le 25 avril 1714 à Couvet dans l'actuel canton de Neuchâtel (alors principauté prussienne), et mort le 28 décembre 1767 à Neuchâtel, est un juriste, philosophe et diplomate, dont l'œuvre juridique a profondément marqué le droit international public.

## Biographie
Après avoir fait des études de métaphysique et de théologie à Bâle et à Genève, ce fils de pasteur est nommé en 1747 conseiller privé d'Auguste III (de Pologne), Électeur de Saxe, et devient ministre de cet État auprès de la République de Berne. Son œuvre maîtresse, fortement imprégnée de la pensée de Christian Wolff et de la morale de Leibniz, est le Droit des gens ou principes de la loi naturelle appliqués à la conduite et aux affaires des Nations et des Souverains (Londres, puis Leyde, 1758, in-quarto). C'est l'un des ouvrages fondateurs du droit international. 
Vattel est notamment le père de la théorie de la protection diplomatique, élément essentiel des relations internationales.

## Anecdote
Un exemplaire du livre Le droit des gens fut emprunté par George Washington dans une bibliothèque à New York le 5 octobre 1789 et ne fut jamais rendu. Le 20 mai 2010, après 221 ans d'absence de ses rayons, la New York Society Library a décidé de comptabiliser ce livre comme ayant disparu.

## Publications
Livres entièrement numérisés :

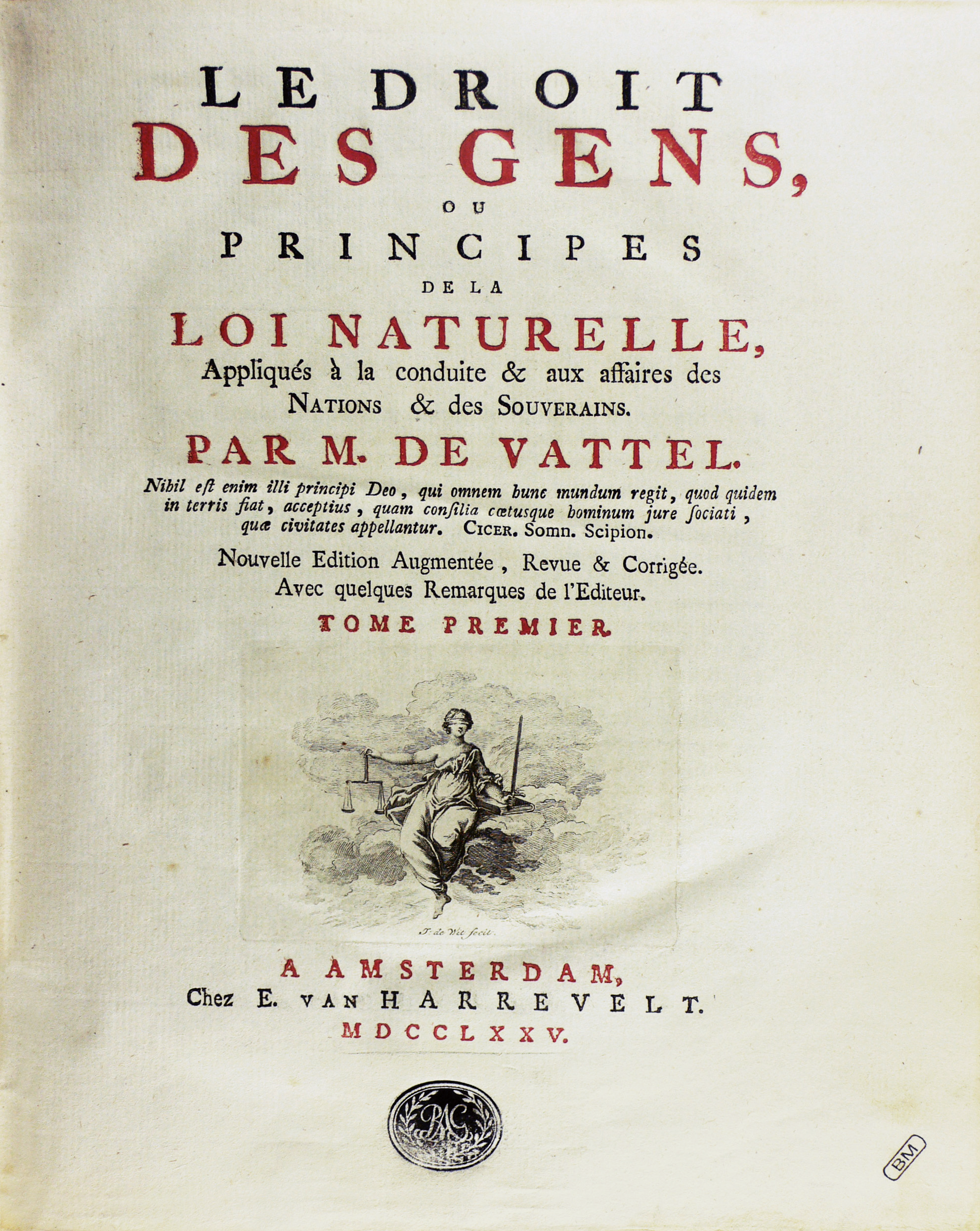
Le droit des gens, 1775.

- Est-il permis en certaines circonstances d'attenter à la vie du chef de l'État ? dialogue [des morts] entre Jules César et Cicéron, consultable sur 'Gallica'.

- Le Droit des gens : Principes de la loi naturelle, appliqués à la conduite et aux affaires des Nations et des Souverains, vol. 1, Londres [Neuchâtel], 1758, 241 p. (lire en ligne)
- Le Droit des gens : Principes de la loi naturelle, appliqués à la conduite et aux affaires des Nations et des Souverains, vol. 2, Londres [Neuchâtel], 1758, 245 p. (lire en ligne)
- Le Droit des gens : Principes de la loi naturelle, appliqués à la conduite et aux affaires des Nations et des Souverains, vol. 3, Londres [Neuchâtel], 1758, 141 p. (lire en ligne)
- Le Droit des gens : Principes de la loi naturelle, appliqués à la conduite et aux affaires des Nations et des Souverains, vol. 4, Londres [Neuchâtel], 1758, 145 p. (lire en ligne)

- Le Droit des gens : Principes de la loi naturelle, appliqués à la conduite et aux affaires des Nations et des Souverains, vol. 1, Londres [Neuchâtel], 1758, 541 p. (lire en ligne)
- Le Droit des gens : Principes de la loi naturelle, appliqués à la conduite et aux affaires des Nations et des Souverains, vol. 2, Londres [Neuchâtel], 1758, 345 p. (lire en ligne)

Autres ouvrages : 
- Défense du système leibnitzien (1741)
- Pièces diverses, Paris, 1746
- Loisir philosophique, Genève,1747
- Poliergie (parfois attribuée à tort à Voltaire), Amsterdam, 1757
- Questions de droit naturel, Berne (1762) et Amsterdam (1763)